# Ana Vitória
Ana Vitória Angélica Kliemaschewsk de Araújo (Rondonópolis, Brasil, 6 de marzo de 2000) es una futbolista brasileña. Juega de centrocampista y su equipo actual es el Atlético de Madrid de la Primera División de España de España. Es internacional con la selección de Brasil desde 2020.
Ha ganado una Copa Libertadores y una liga brasileña con el Corinthians, y 3 Ligas, una Copa, 3 Copas de la Liga y 2 Supercopas con el Benfica. Con Brasil ganó la medalla de plata en los Juegos Olímpicos de París 2024, y ha disputado un Mundial, y con la selección Sub-20 ganó un Campeonato Sudamericano Sub-20.

## Trayectoria

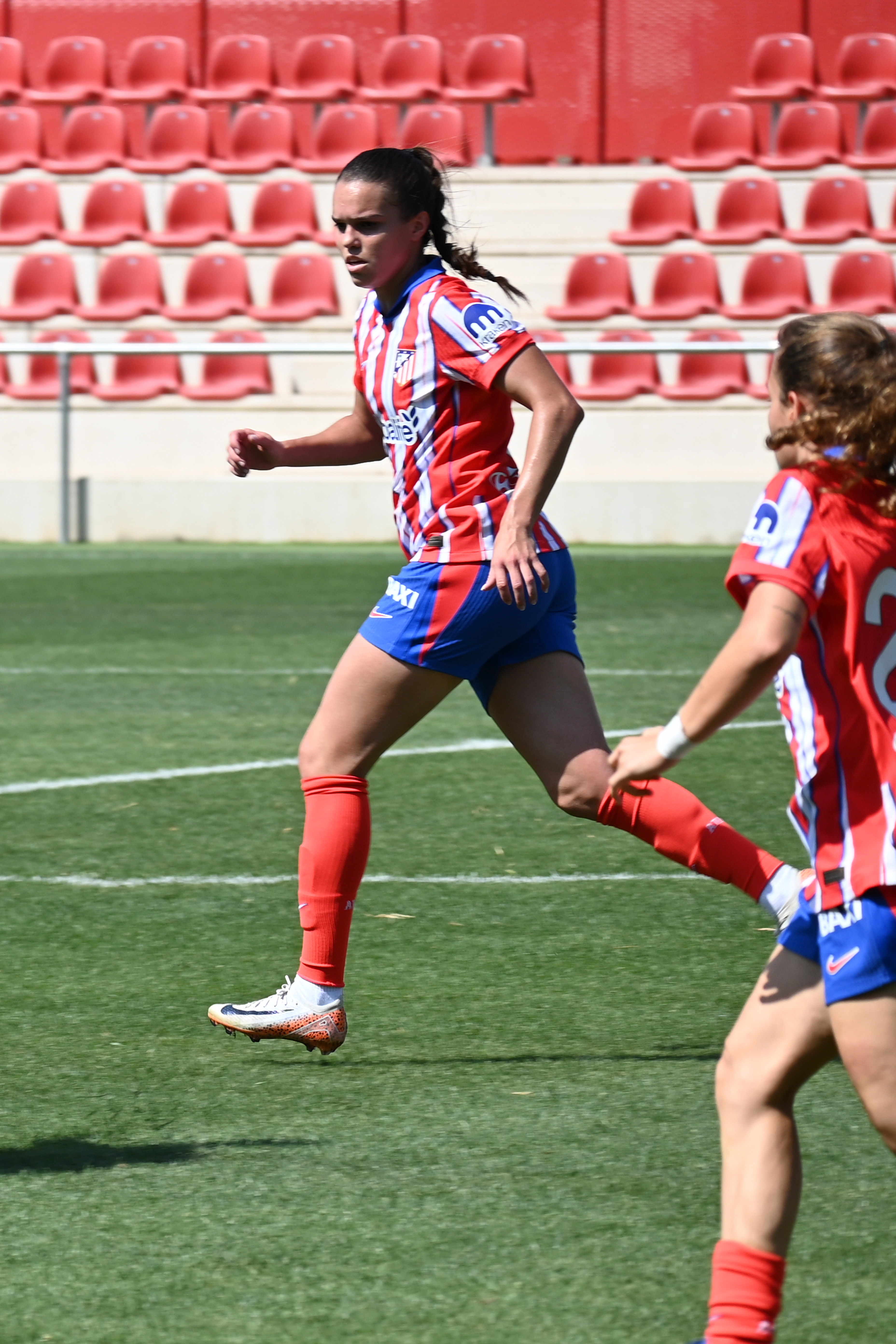
Ana Vitoria en agosto de 2024

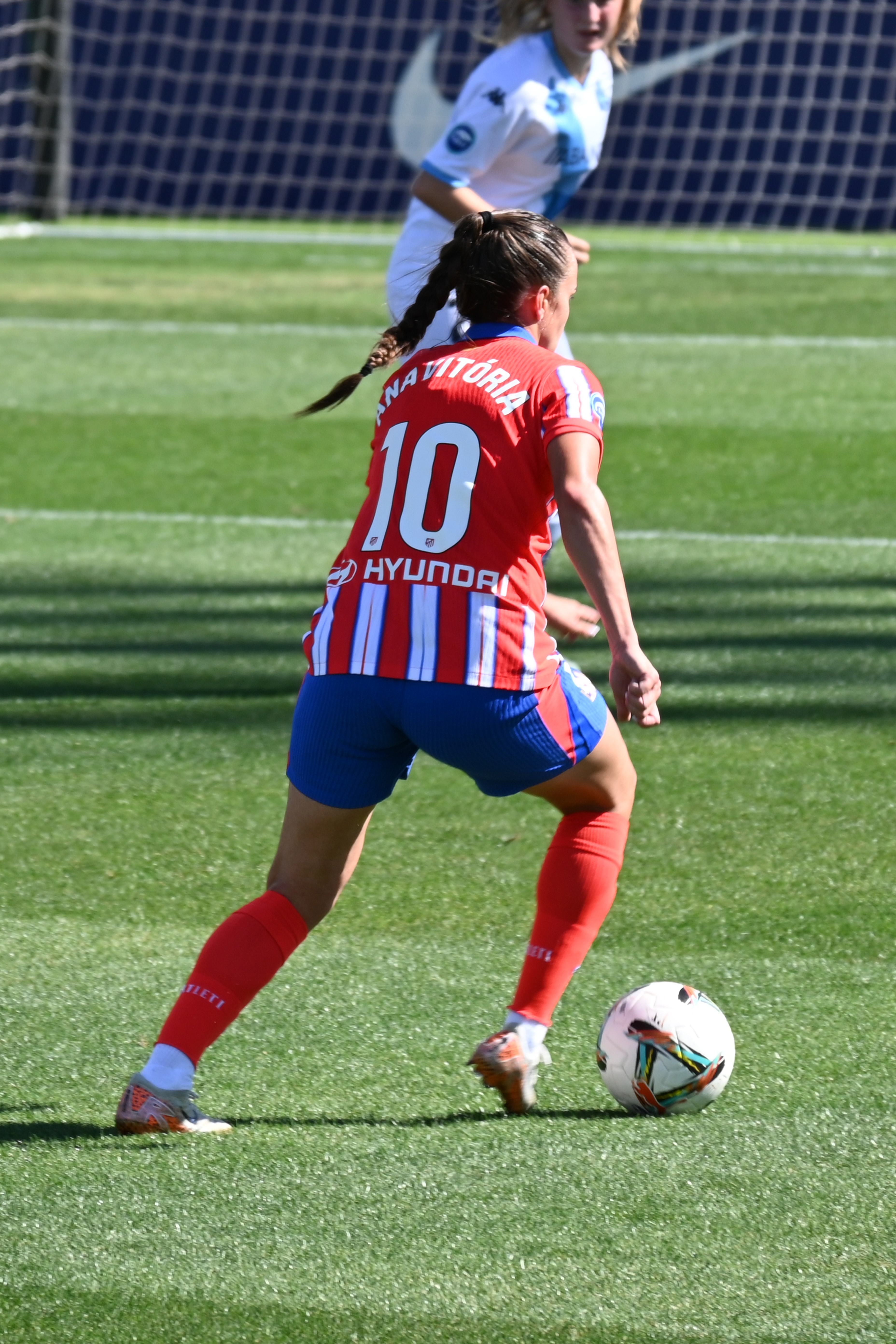
Ana Vitoria en septiembre de 2024

Sus padres la presentaron a los once años a su club favorito de su ciudad natal, el União EC, que la rechazó por falta de un equipo femenino. Luego se presentó ante los rivales locales Rondonópolis EC donde jugó con el equipo juvenil masculino. Después de solo un año, Emily Lima la convocó para el equipo juvenil de la selección nacional femenina sub-15. Sin equipos femeninos donde seguir jugando, en 2015 jugó cedida en el Mixto EC de Cuiabá y con quince años y medio se convirtió en la goleadora más joven hasta la fecha en el Brasileirão con su gol en la derrota por 1-2 ante el Foz Cataratas FC el 13 de septiembre de 2015. Su equipo perdió los cuatro partidos de la primera fase y fueron eliminadas de la competición. En 2016 fue cedida al Academia Futebol Clube, equipo recién fundado en Rondonópolis para fomentar el crecimiento de nuevos talentos.
En 2017 fichó por el equipo formado cooperativamente por Audax/Corinthians. En su primera temporada ganó la Copa Libertadores, marcando el último lanzamiento de su equipo de la tanda de penaltis frente a Colo Colo. Ese año también fueron subcampeonas del Brasileirão tras ser primeras en su grupo, y eliminar a Ferroviaria y Rio Preto en los cuartos de final y semifinal, y caer en la final a doble partido ante el Santos. Ana Vitória fue entrando poco a poco en el equipo jugando en 6 de los 14 partidos de la fase de grupos, 2 de ellos como titular y luego jugando todos los partidos de la fase eliminatoria y siendo titular en los dos partidos de la final.
En 2018 tuvo poca participación en la fase de grupos debido a que fue convocada con la selección para disputar el Mundial sub-20. A su regreso, con el equipo clasificado como primero de grupo jugó en la fase final contribuyendo a eliminar a Ponte Preta y Flamengo en cuartos de final y semifinales y ganar por 1-0 en la ida y 4-0 en la vuelta al Rio Preto y ganar el Brasileirão. No participaron en la Copa Libertadores tras la disolución del acuerdo que tenía el club con el Audax, que retuvo el cupo para disputar el campeonato.
En enero de 2019 pasó a formar parte del Benfica, de la Segunda división, pero con una gran inversión en su plantilla. El 26 de enero de 2019, vencieron al CP Pego por 32-0, batiendo por segunda vez en esa misma temporada el récord de goles en un partido en Portugal. El club logró el ascenso a Primera división con una diferencia de goles de 293 tantos en 16 encuentros. El 18 de mayo de 2019, Benfica derrotó al Valadares Gaia Futebol Clube por 4-0 en la final de la Copa de Portugal, consiguiendo el primer título en su historia.
En la temporada 2019-20 ganó la Supercopa y la Copa de la Liga, pero se suspendieron la Liga y la Copa debido a la pandemia de Covid-19. En la temporada 2020-21 debutaron en la Liga de Campeones, y además lograron el doblete de Liga y Copa de la Liga. En la temporada 2021-22 volvieron a ganar la Liga. En la temporada 2022-23lograron el triplete de Supercopa, Copa de la Liga y Liga. Al final la temporada dejó el club tras cuatro temporadas y media en las que ganó tres Ligas, una Copa, tres Copas de la Liga y dos Supercopas, además de un ascenso a desde Segunda a Primera División como campeonas. 
En 2023 fichó por el PSG donde apenas jugó por lesiones y en el mercado de invierno fue cedida al Atlético de Madrid. En el mes de enero cayeron eliminadas en la semifinal de la Supercopa y en el mes de febrero tuvieron varios duelos directos en liga en los que no se obtuvieron buenos resultados y se distanciaron de los puestos de cabeza. Tras la eliminación de Copa en semifinales y un mal resultado liguero Manolo Cano fue destituido y lo sustituyó el entrenador del segundo filial Arturo Ruiz. Encadenaron varias victorias consecutivas y finalmente lograron el objetivo de clasificarse para la Liga de Campeones tras ser terceras en liga. El Atlético de Madrid quedó contento con el rendimiento de Ana Vitória y acordó con el club parisino su traspaso definitivo.
La temporada 2024-25 quedó marcada por las lesiones para Ana Vitória. En septiembre sufrió una lesión en el calcáneo de la que no se recuperó hasta diciembre. Fue entrando poco a poco en la dinámica del equipo, pero cuando recuperó la titularidad, volvió a lesionarse, y sólo pudo gozar de cierta continuidad al final de la temporada. El Atlético de Madrid, dirigido este año por Víctor Martín, se clasificó para la Liga de Campeones en la última jornada y alcanzó la final de la Copa de la Reina, aunque cayó en la ronda previa de la competición europea y en la semifinal de la Supercopa.

## Selección nacional

### Categorías juveniles
Ha participado con las categorías inferiores de la selección brasileña desde 2013. Empezó a entrenar con la selección sub-15 pero debutó con tan sólo 13 años el 17 de septiembre de 2013 con la selección sub-17 en el Campeonato Sudamericano sub-17 en 2013, en el que fueron eliminadas en la fase de grupos.
Siguió entrenando y jugando con las selecciones sub-15 y sub-17. 2016 fue un año especialmente intenso. Primero jugó el Sudamericano sub-17, en el que jugó con asiduidad, marcó un gol ante Bolivia, y fueron subcampeonas tras ser derrotadas por Venezuela en el último encuentro. Luego el Mundial sub-17 de Jordania, donde debutó el 1 de octubre con victoria ante Nigeria, pero perdieron los otros dos encuentros ante Corea del Norte e Inglaterra y fueron eliminadas como terceras en la fase de grupos.
Fue nombrada capitana de la selección sub-20 en diciembre de 2017. En enero de 2018 jugó el Campeonato Sudamericano sub-20, en el que marcó dos tantos y jugó todos los encuentros menos el último de la primera fase, ya clasificadas, y golearon a todas sus rivales en la fase final y fueron campeonas. En agosto jugó el Mundial sub-20, donde fue titular en los tres partidos que disputó Brasil, una derrota ante México, en empate ante Inglaterra y una nueva derrota y eliminación ante Corea del Norte.

### Selección absoluta
El 1 de diciembre de 2020 debutó con la selección absoluta en un amistoso que ganaron por 8-0 a Ecuador. En octubre de 2021 volvió al once inicial contra Australia y jugó 3 partidos en el torneo de Cuatro Naciones a finales de ese mismo año. En el Tournoi de France de febrero de 2022, entró desde el banquillo en cada uno de los tres partidos. En abril de 2022 volvió a entrar como suplente en un amistoso contra Hungría. No fue convocada para disputar la Copa América Femenina 2022. En octubre de 2022 que volvió a jugar en un amistoso contra Italia. El 15 de noviembre marcó el gol de la victoria por 2-1 en el amistoso contra Canadá en el segundo minuto del tiempo añadido, a los cuatro minutos de entrar al terreno de juego y marcar así su primer gol internacional. En la Copa SheBelieves 2023, entró como suplente en los tres partidos de su equipo.
Fue convocada para jugar el Mundial de 2023, donde jugó unos minutos al entrar como suplente ante Francia en la fase de grupos, con derrota por 2-1.
El 2 de julio de 2024 fue incluida en la lista de convocadas  de Brasil para jugar los Juegos Olímpicos. Debutó sustituyendo a Vitória Yaya en el minuto 64 del primer partido de la fase de grupos el 25 de julio de 2024, en el que ganaron a Nigeria por 1-0. Jugó como titular ante Japón y como suplente ante España, con derrota en ambos encuentros, y Brasil clasificó para los cuartos de final como tercera de grupo.
Fue convocada para disputar la Copa América de 2025, pero fue baja de última hora por lesión.

## Estadísticas

### Clubes
Actualizado al último partido jugado el 7 de junio de 2025.
| Club                        | Div.          | Temporada     | Liga  | Liga  | Liga   | Copas nacionales | Copas nacionales | Copas nacionales | Copas internacionales | Copas internacionales | Copas internacionales | Total | Total | Total  | Media goleadora |
| Club                        | Div.          | Temporada     | Part. | Goles | Asist. | Part.            | Goles            | Asist.           | Part.                 | Goles                 | Asist.                | Part. | Goles | Asist. | Media goleadora |
| --------------------------- | ------------- | ------------- | ----- | ----- | ------ | ---------------- | ---------------- | ---------------- | --------------------- | --------------------- | --------------------- | ----- | ----- | ------ | --------------- |
| Mixto · Brasil              |               |               |       |       |        |                  |                  |                  |                       |                       |                       |       |       |        |                 |
| 1.ª                         | 2015          | 4             | 1     |       | -      | -                | -                | -                | -                     | -                     | 4                     | 1     |       | 0.25   |                 |
| Total club                  | Total club    | 4             | 1     |       | -      | -                | -                | -                | -                     | -                     | 4                     | 1     |       | 0.25   |                 |
| Audax/Corinthians · Brasil  |               |               |       |       |        |                  |                  |                  |                       |                       |                       |       |       |        |                 |
| 1.ª                         | 2017          | 14            | 0     |       | -      | -                | -                | 3                | 0                     |                       | 17                    | 0     |       | -      |                 |
| 1.ª                         | 2018          | 10            | 0     |       | -      | -                | -                | -                | -                     | -                     | 10                    | 0     |       | -      |                 |
| Total club                  | Total club    | 24            | 0     |       | -      | -                | -                | 3                | 0                     |                       | 27                    | 0     |       | -      |                 |
| Benfica Portugal            |               |               |       |       |        |                  |                  |                  |                       |                       |                       |       |       |        |                 |
| 2.ª                         | 2018-19       | 14            | 17    |       | 6      | 3                |                  |                  |                       |                       | 20                    | 20    |       | 1.00   |                 |
| 1.ª                         | 2019-20       | 11            | 5     |       | 4      | 1                |                  | -                | -                     | -                     | 15                    | 6     |       | 0.40   |                 |
| 1.ª                         | 2020-21       | 16            | 5     |       | 5      | 2                |                  | 4                | 1                     | 0                     | 25                    | 8     |       | 0.32   |                 |
| 1.ª                         | 2021-22       | 14            | 6     |       | 11     | 5                |                  | 5                | 0                     | 0                     | 30                    | 11    |       | 0.37   |                 |
| 1.ª                         | 2022-23       | 19            | 8     | 9     | 10     | 8                |                  | 10               | 4                     | 0                     | 39                    | 20    | 9     | 0.51   |                 |
| Total club                  | Total club    | 74            | 41    | 9     | 36     | 19               |                  | 19               | 5                     | 0                     | 129                   | 65    | 9+    | 0.50   |                 |
| Paris Saint-Germain Francia |               |               |       |       |        |                  |                  |                  |                       |                       |                       |       |       |        |                 |
| 1.ª                         | 2023-24       | 2             | 0     | 0     | 2      | 0                | 0                | 2                | 0                     | 0                     | 6                     | 0     | 0     | -      |                 |
| Total club                  | Total club    | 2             | 0     | 0     | 2      | 0                | 0                | 2                | 0                     | 0                     | 6                     | 0     | 0     | -      |                 |
| Atlético de Madrid · España |               |               |       |       |        |                  |                  |                  |                       |                       |                       |       |       |        |                 |
| 1.ª                         | 2023-24       | 14            | 1     | 3     | 2      | 0                | 0                | -                | -                     | -                     | 16                    | 1     | 3     | 0.07   |                 |
| 1.ª                         | 2024-25       | 16            | 1     | 0     | 5      | 0                | 0                | 1                | 0                     | 1                     | 22                    | 1     | 1     | 0.05   |                 |
| Total club                  | Total club    | 30            | 2     | 3     | 7      | 0                | 0                | 1                | 0                     | 0                     | 38                    | 2     | 4     | 0.05   |                 |
| Total carrera               | Total carrera | Total carrera | 134   | 44    | 12+    | 45               | 19               |                  | 25                    | 5                     | 1                     | 204   | 68    | 13+    | 0.34            |
| 1. 2. 3.                    |               |               |       |       |        |                  |                  |                  |                       |                       |                       |       |       |        |                 |

### Selección
Actualizado al último partido jugado el 9 de agosto de 2024.
| Selecciones                                                                 | Año   | Otros Oficiales(5) | Otros Oficiales(5) | Otros Oficiales(5) | Mundial (6) | Mundial (6) | Mundial (6) | Amistosos | Amistosos | Amistosos | Total | Total | Total  | Media goleadora |
| Selecciones                                                                 | Año   | Part.              | Goles              | Asist.             | Part.       | Goles       | Asist.      | Part.     | Goles     | Asist.    | Part. | Goles | Asist. | Media goleadora |
| --------------------------------------------------------------------------- | ----- | ------------------ | ------------------ | ------------------ | ----------- | ----------- | ----------- | --------- | --------- | --------- | ----- | ----- | ------ | --------------- |
| Abs · Brasil                                                                | 2020  |                    |                    |                    |             |             |             | 1         | 0         | 0         | 1     | 0     | 0      | -               |
| Abs · Brasil                                                                | 2021  |                    |                    |                    |             |             |             | 4         | 0         | 0         | 4     | 0     | 0      | -               |
| Abs · Brasil                                                                | 2022  |                    |                    |                    |             |             |             | 6         | 1         | 0         | 6     | 1     | 0      | 0.17            |
| Abs · Brasil                                                                | 2023  |                    |                    |                    | 1           | 0           | 0           | 3         | 0         | 0         | 4     | 0     | 0      | -               |
| Abs · Brasil                                                                | 2024  |                    |                    |                    | 6           | 0           | 0           | 2         | 0         | 0         | 8     | 0     | 0      | -               |
| Abs · Brasil                                                                | Total |                    |                    |                    | 7           | 0           | 0           | 16        | 1         | 0         | 23    | 1     | 0      | 0.04            |
| (5) Se incluyen Campeonatos Sudamericanos. (6) Se incluyen Juegos Olímpicos |       |                    |                    |                    |             |             |             |           |           |           |       |       |        |                 |

#### Participaciones en Mundiales
| Competición            | Categoría          | Sede                      | Resultado      | Partidos | Goles |
| ---------------------- | ------------------ | ------------------------- | -------------- | -------- | ----- |
| Mundial sub-17 de 2016 | Selección sub-17   | Jordania                  | Fase de grupos | 3        | 0     |
| Mundial sub-20 de 2018 | Selección sub-20   | Francia                   | Fase de grupos | 3        | 0     |
| Mundial de 2023        | Selección absoluta | Australia / Nueva Zelanda | Fase de grupos | 1        | 0     |
| Total                  | –                  | –                         | –              | 7        | 0     |

#### Participaciones en Juegos Olímpicos
| Competición | Categoría          | Sede    | Resultado        | Partidos | Goles |
| ----------- | ------------------ | ------- | ---------------- | -------- | ----- |
| París 2024  | Selección absoluta | Francia | Medalla de plata | 6        | 0     |
| Total       | –                  | –       | –                | 6        | 0     |

#### Participaciones en campeonatos continentales
| Competición                 | Categoría        | Sede      | Resultado      | Partidos | Goles |
| --------------------------- | ---------------- | --------- | -------------- | -------- | ----- |
| Sudamericano sub-17 de 2013 | Selección sub-17 | Paraguay  | Fase de grupos | 2        | 0     |
| Sudamericano sub-17 de 2016 | Selección sub-17 | Venezuela | Subacampeona   | 5        | 1     |
| Sudamericano sub-20 de 2018 | Selección sub-20 | Ecuador   | Campeona       | 6        | 2     |
| Total                       | –                | –         | –              | 13       | 3     |

## Palmarés

### Campeonatos nacionales
| Título                         | Club              | País     | Año     |
| ------------------------------ | ----------------- | -------- | ------- |
| Brasileirão                    | Audax/Corinthians | Brasil   | 2018    |
| Campeonato Nacional II Divisão | Benfica           | Portugal | 2018-19 |
| Copa de Portugal               | Benfica           | Portugal | 2018-19 |
| Supercopa                      | Benfica           | Portugal | 2019    |
| Copa de la Liga                | Benfica           | Portugal | 2019-20 |
| Campeonato Nacional            | Benfica           | Portugal | 2020-21 |
| Copa de la Liga                | Benfica           | Portugal | 2020-21 |
| Campeonato Nacional            | Benfica           | Portugal | 2021-22 |
| Supercopa                      | Benfica           | Portugal | 2022    |
| Campeonato Nacional            | Benfica           | Portugal | 2022-23 |
| Copa de la Liga                | Benfica           | Portugal | 2022-23 |

### Campeonatos internacionales
| Título                         | Equipo              | Sede     | Año  |
| ------------------------------ | ------------------- | -------- | ---- |
| Copa Libertadores              | Audax/Corinthians   | Paraguay | 2017 |
| Campeonato Sudamericano Sub-20 | Selección de Brasil | Ecuador  | 2018 |